# Liste vietnamesischer Dynastien
Die folgende Liste vietnamesischer Dynastien stellt alle Herrscherdynastien dar, die über die Vietnamesen im Laufe ihrer Geschichte geherrscht haben:
| Dynastiename    | Vietnamesisch              | Dauer                                                    | Anzahl Herrscher  | Anmerkungen |
| --------------- | -------------------------- | -------------------------------------------------------- | ----------------- | --- |
| Hồng Bàng-Ära   | Thời kỳ Hồng Bàng 時期鴻龐 | 2879 v. Chr.–258 v. Chr.                                 | 18 Dynastiezweige | semi-legendäres Reich Văn Lang der Lạc Việt in der Bronze- und Eisenzeit |
| Thục            |                            | 257 v. Chr.–207/179 v. Chr.                              | 1                 | Reich Âu Lạc (Vereinigung von Nam Cương (Âu Việt) und Văn Lang) mit der Hauptstadt Cổ Loa (Hà Nội), keine Dynastie |
| Triệu (Zhao)    | Nhà Triệu 家趙             | 207 v. Chr.–111 v. Chr.                                  | 5                 | Reich Nam Việt/Nányuè (南越) mit der Hauptstadt Phiên Ngung/Panyu (番禺) im heutigen Guǎngzhōu. |
| Fremdherrschaft | Fremdherrschaft            | 111 v. Chr.–544                                          |                   | Erste chinesische Herrschaft von 111 v. Chr. bis 40 n. Chr. (Han-Dynastie), Rebellion der Trưng-Schwestern 40 bis 43, Zweite chinesische Herrschaft von 43 bis 544 (Han-, Wu-, Jing- und die Südlichen Dynastien) |
| Frühere Lý      | Nhà Tiền Lý 家前李         | 544–602                                                  | 4                 | Reich Vạn Xuân mit der Hauptstadt Long Biên |
| Fremdherrschaft | Fremdherrschaft            | 602–938                                                  |                   | Dritte chinesische Herrschaft (Sui-, Tang-Dynastie und Südliches Han-Reich) |
| Ngô             | Nhà Ngô 家吳               | 939–967                                                  | 6                 | Reich Tĩnh Hải quân mit der Hauptstadt Cổ Loa |
| Đinh            | Nhà Đinh 家丁              | 968–980                                                  | 2                 | Begründung des Reiches Đại Cồ Việt mit der Hauptstadt Hoa Lư im heutigen Ninh Bình. Etablierung des Kaisertitels (Hoàng Đế). |
| Frühere Lê      | Nhà Tiền Lê 家前黎         | 980–1009                                                 | 3                 | |
| Spätere Lý      | Nhà Lý 家李                | 1009–1225                                                | 9                 | Neue Hauptstadt Thăng Long (Hanoi) ab 1010. Umbenennung des Reiches in Đại Việt im Jahr 1054. |
| Trần            | Nhà Trần 家陳              | 1225–1400                                                | 12 (Liste)        | |
| Hồ              | Nhà Hồ 家胡                | 1400–1407                                                | 2                 | Verlegung der Hauptstadt nach Tây Đô im heutigen Thanh Hòa |
| Fremdherrschaft | Fremdherrschaft            | 1407–1427                                                |                   | Vierte chinesische Herrschaft von 1407 bis 1427 (Ming-Dynastie), Revolte der Späteren Trần 1407 bis 1413 |
| Spätere Lê      | Nhà Hậu Lê 家後黎          | 1428–1527 regierend, 1533–1789 ohne politischen Einfluss | 27 (Liste)        | Zerstörung des Champa-Reiches und starke Südexpansion. 1527 durch die Mạc gestürzt, aber 1533 als Marionette der Trịnh-Lords wieder eingesetzt. |
| Mạc             | Nhà Mạc 家莫               | 1527–1533 im Gesamtreich, 1533–1592 im Norden            | 6                 | Nach ihrem Sturz noch bis 1677 Lokalherrscher in Cao Bằng |
| Trịnh-Lords     | Chúa Trịnh 主鄭            | 1545–1787 im Norden                                      | 12                | keine kaiserliche Dynastie |
| Nguyễn-Lords    | Chúa Nguyễn 主阮           | 1558–1777 im Süden                                       | 9                 | keine kaiserliche Dynastie, Sitz in Phú Xuân (Huế) |
| Tây Sơn         | Nhà Tây Sơn 家西山         | 1778–1802                                                | 3                 | Ging aus einer bäuerlichen Revolution hervor, stürzte die Lê-Dynastie und die Trịnh- und Nguyễn-Lords. |
| Nguyễn          | Nhà Nguyễn 家阮            | 1802–1884/1945                                           | 13 (Liste)        | Gegründet von einem überlebenden Mitglied der Nguyễn-Lords. Umbenennung des Landes in Việt Nam und Verlegung der Hauptstadt nach Huế. Endgültige Eroberung des Mekongdeltas. Ab 1884 als Königreich Annam unter französischem Protektorat. 1945 kurzlebige Unabhängigkeitserklärung als japanischer Marionettenstaat. Nach seiner Abdankung herrschte der letzte Kaiser (Bảo Đại) von 1949 bis 1955 an der Spitze des Staates Vietnam als Staatschef. |